# Asaperda agapanthina
Asaperda agapanthina är en skalbaggsart som beskrevs av Bates 1873. Asaperda agapanthina ingår i släktet Asaperda och familjen långhorningar. Inga underarter finns listade.